# Eleutheromyces subulatus
Eleutheromyces subulatus är en svampart som först beskrevs av Tode, och fick sitt nu gällande namn av Karl Wilhelm Gottlieb Leopold Fuckel 1870. Eleutheromyces subulatus ingår i släktet Eleutheromyces, klassen Leotiomycetes, divisionen sporsäcksvampar och riket svampar.   Inga underarter finns listade i Catalogue of Life.